# Mei 1995
Dit artikel geeft een chronologisch overzicht van alle belangrijke gebeurtenissen per dag in de maand mei van het jaar 1995.

## Gebeurtenissen

### 1 mei
- De relatie tussen de regering van Rwanda en buitenlandse hulporganisaties is op een dieptepunt beland. Tijdens de door het regerende Rwandees Patriottisch Front (RPF) geregisseerde 1-mei-viering in de hoofdstad Kigali roepen spandoeken op tot het uitwijzen van VN-organisaties en beschuldigen betogers particuliere hulporganisaties van Hutu-sympathieën.
- De politie houdt een derde verdachte aan na de reeks branden die Ede enkele weken lang hebben geteisterd. Het gaat om een 29-jarige man.
- Als eerste Nederlandse muziekstation start TMF (The Music Factory) met uitzenden. Ook de zender TV 10 Gold zendt vanaf deze datum uit.
- De Nederlandsche Bank trekt drie bankbiljetten in als geldig betaalmiddel: de twee groene van vijf gulden waarop Joost van den Vondel staat afgebeeld, en het oude rode biljet van 25 gulden met de beeltenis van Jan Pieterszoon Sweelinck.
- Nederlands enige producent van krantenpapier, Parenco, kondigt aan zijn prijzen, die per januari al met 20 tot 25 procent omhoog gingen, nog verder te moeten verhogen.

### 2 mei
- Een Palestijnse politieman wordt door een militaire rechtbank in Gaza ter dood veroordeeld vanwege moord op een collega-agent. Het is voor het eerst dat de Palestijnse justitie in de autonome Gazastrook de doodstraf eist.
- Kroatische militairen brengen de door Kroatische Serviërs bezette regio West-Slavonië terug onder controle van Zagreb. Het Servische verzet is gebroken, zo maakt de Kroatische president Franjo Tudjman bekend.
- De Nederlandse Dagblad Pers (NDP) dient een aanvraag in voor commerciële omroep in de regio. De NDP vindt dat er etherfrequenties moeten vrijkomen voor commerciële regionale omroepen.
- Ondanks overtuigende bewijzen dat Nick Leeson zich schuldig heeft gemaakt aan valsheid in geschrifte, levert Duitsland hem nog niet uit aan Singapore. De Duitse justitie heeft meer tijd nodig om het hele uitleveringsverzoek te beoordelen.
- Herbert Neumann wordt de nieuwe trainer van RSC Anderlecht. De coach van Vitesse heeft eenjarig contract bij de Belgische kampioen getekend.
- FC Bayern München krijgt twee punten in mindering. De Duitse landskampioen krijgt de straf omdat trainer Giovanni Trapattoni in het duel met Eintracht Frankfurt (5-2 zege) op 15 april vier amateurs liet meespelen. Reglementair mag een Bundesligavoetbalclub slechts drie amateurs opstellen.

### 3 mei
- De extreemrechtse leider Jean-Marie Le Pen laat voor de Franse televisie weten dat hij blanco zal stemmen komende zondag bij de tweede ronde van de presidentsverkiezingen.
- PvdA-minister Margreeth de Boer van Milieu stelt een ultimatum aan de producenten van tv's, video's, koelkasten, computers en wasautomaten. Zij moeten voor het eind van 1995 aangeven hoe ze de afgedankte goederen hergebruiken.
- Shell wil de 88 benzinestations van het Franse olieconcern Elf Aquitaine in België en Luxemburg overnemen. Bij de onderhandelingen gaat het ook om de overneming van de verkoopactiviteiten van Elf in de twee landen op het gebied van vloeibaar gas en huisbrandolie.

### 4 mei
- Rebellen van het Revolutionary United Front (RUF) in Sierra Leone brengen 150 mensen om het leven bij een aanval op het diamantcentrum Koidu, 320 kilometer ten oosten van de hoofdstad Freetown.
- Een vliegtuig met aan boord de hoogste directieleden van twee grote, Argentijnse en Chileense oliemaatschappijen stort neer vlak bij de Ecuadoriaanse hoofdstad Quito.
- Unilever koopt een meerderheidsbelang in Dero, de toonaangevende wasmiddelenproducent van Roemenië. Met de aankoop van het 70 procentsbelang en investeringen is een bedrag van 20 miljoen dollar gemoeid.
- De politie in de regio Rijnmond breidt het aantal politieposten drastisch uit. Op elke twaalf- tot vijftienhonderd inwoners komt een politiekantoortje.

### 5 mei
- De Federale Republiek Joegoslavië (Servië en Montenegro) stuurt legereenheden naar de grens met Kroatië.
- Bij een aanval door extremistische moslims op een zwaarbewaakt industrieel complex in het zuiden van Algerije komen vijf buitenlanders en een Algerijnse militair om het leven.
- De 41-jarige Heineken-ontvoerder Frans Meijer is weer op vrije voeten. Hij zat drie weken in de gevangenis in Paraguay in afwachting van een mogelijke uitlevering aan Nederland.
- Het tv-programma Taxi van de NCRV wint de internationale persprijs op het 35ste Gouden Roos-festival in Montreux.
- Japanse spoorwegbeambten doven in het metrostation van Shinjuku, de drukste uitgaanswijk van Tokyo, een brandende tas met chemicaliën en verijdelen daarmee een aanslag.

### 6 mei
- Jan van Keulen (liggend) en Teun Grinwis (knielend) worden in Barneveld gehuldigd als Nederlands kampioen schieten met het klein kaliber geweer.

### 7 mei
- Jacques Chirac wordt tot president van Frankrijk verkozen.
- De eerste vrije algemene verkiezingen in Ethiopië worden geboycot door alle grote oppositiepartijen, waardoor een ruime overwinning van de zittende regeringspartij, het Revolutionair Democratisch Front van het Ethiopische Volk van president Meles Zenawi, onvermijdelijk is.
- Finland verslaat gastland Zweden in de finale van het wereldkampioenschap ijshockey voor A-landen in Stockholm.
- De NOS ontvangt honderden telefoontjes van boze kijkers omdat de rechtstreekse tv-uitzending van de nationale herdenkingsdienst in de Portugees-Israëlietische Synagoge in Amsterdam zeven tot tien minuten voor het einde wordt afgebroken.
- Jan Willem van Ede passeert Leo van Veen, alias Mister Utrecht, als de doelman tegen Roda JC zijn 425ste wedstrijd speelt voor FC Utrecht. Van Veen bleef op 424 steken. Van Ede debuteerde op 8 september 1982, uit tegen PEC Zwolle (1-1).
- De Leidse Rugbyclub DIOK wordt voor de zevende opeenvolgende keer rugbykampioen van Nederland geworden. In de laatste wedstrijd wint de ploeg met 24-0 van het Amsterdamse AAC.

### 8 mei
- Na bijna twintig jaar van vergeefse pogingen door eerdere regeringen slaagt de Italiaanse premier Lamberto Dini erin met de vakbonden een akkoord te sluiten over bezuinigingen op de staatspensioenen.
- Jesús Gil y Gil mag acht maanden geen functie bekleden in het Spaanse voetbal. De bond legt de voorzitter van Atlético Madrid die straf op wegens beledigende uitlatingen aan het adres van de Spaanse arbiters.
- De Zilveren Nipkowschijf 1995 wordt toegekend aan televisieproducente Ireen van Ditshuyzen.
- Dagblad De Telegraaf ziet de oplage weer verder stijgen in het eerste kwartaal van 1995, nadat de combinatie De Telegraaf/Courant Nieuws van de Dag in 1994 een record van meer dan 800 duizend exemplaren per dag bereikte.
- De Zuid-Afrikaanse snookerspeler Peter Francisco wordt voor vijf jaar uitgesloten van wedstrijden. De WPBSA, de profbond in het snooker, acht hem na een onderzoek schuldig aan "disciplinair wangedrag", het manipuleren van wedstrijd-uitslagen.

### 9 mei
- De staatssecretarissen Elizabeth Schmitz van Justitie en Michiel Patijn van Europese Zaken overleven een motie van afkeuring in de Tweede Kamer.
- Een brand in de stad Char-e-Sharif in de Indiase deelstaat Kashmir verwoest zeker zeshonderd huizen. De brand breekt uit tijdens gevechten tussen separatistische moslim-rebellen en regeringstroepen.
- De criminaliteit onder vrouwen neemt toe, meldt het CBS. De afgelopen tien jaar groeide het aantal vrouwelijke verdachten met vier procent, terwijl het aantal mannelijke verdachten met negen procent afnam..
- Aegon ziet de winst in de eerste drie maanden van 1995 met ruim 11 procent stijgen tot 289 miljoen gulden.
- FC Utrecht trekt Simon Kistemaker aan als nieuwe trainer-coach voor een periode van twee jaar.

### 10 mei
- Het ebolavirus heeft in de Zaïrese stad Kikwit aan zeker honderd mensen het leven gekost, aldus de Wereldgezondheidsorganisatie (WHO) van de Verenigde Naties.
- Kabelfabrikant Draka moet drastisch reorganiseren. Het bedrijf dat in 1994 door overnames sterk in omvang groeide, trekt 70 miljoen gulden uit voor saneringen van dochterondernemingen buiten Nederland.
- Dagbladuitgever Perscombinatie (de Volkskrant, Het Parool en Trouw) wil een meerderheidsbelang in tv-station AT5, zo kondigt het bedrijf aan. Sinds begin 1992 heeft Perscombinatie al een belang van 50 procent in de Amsterdamse lokale zender.
- De regering van Japan aanvaardt een aanvullende begroting van 2,73 biljoen yen (ruim 50 miljard gulden) die de kwakkelende economie nieuwe impulsen moet geven.
- De gemeente Amersfoort verzoekt het Rijk en de provincie Utrecht om ruim 130 miljoen gulden aan extra steun voor de bouw van 6700 Vinex-woningen in de wijk Vathorst.
- De regeringspartijen in de Tweede Kamer willen dat VVD-staatssecretaris Erica Terpstra de Nederlandse Boksbond min of meer dwingt de neuropsychologische test in het pakket te houden.
- PSV troeft Ajax af in de race om Vitesse-speler Chris van der Weerden. De 22-jarige verdediger/middenvelder komt met de Eindhovense voetbalclub een driejarig contract overeen.

### 11 mei
- Russische eenheden voeren zware bombardementen uit op stellingen van de Tsjetsjeense rebellen in het zuiden van het land. Een verlenging van het staakt-het-vuren lijkt daarmee van de baan.
- Meer dan 170 landen beslissen in New York tot een verlenging van het Nucleaire Non-proliferatieverdrag van 1 juli 1968 voor onbepaalde duur en zonder voorwaarden.
- Ter gelegenheid van het honderdjarig bestaan van de film roepen bekende regisseurs en producenten uit de hele wereld Citizen Kane van Orson Welles (opnieuw) uit tot beste film van deze eeuw.
- In het Franse Bretagne worden de met kogels doorzeefde lijken gevonden van Hartmund en Ingrid Gaul, een Duits juristenechtpaar dat zich bezighield met onderzoek naar banden tussen Duitse extreemrechtse groeperingen en het bedrijfsleven.
- De tuchtcommissie van de Nederlandse Atletiekunie (KNAU) verklaart Frank Perri schuldig aan het gebruik van een verboden stimulerend middel efedrine.

### 12 mei
- De Amerikaanse president Bill Clinton sluit zijn tweedaags staatsbezoek aan de voormalige Sovjetrepubliek Oekraïne af. Tijdens een laatste toespraak op het universiteitsplein in Kiev wordt hij toegejuicht door tienduizenden mensen.
- NAVO-secretaris-generaal Willy Claes wordt in Brussel langdurig verhoord over zijn rol in het Agustaschandaal. Tegelijkertijd laat de NAVO weten nog steeds het volste vertrouwen in hem te hebben.
- De Russische premier Viktor Tsjernomyrdin lanceert een nieuwe politieke beweging, Ons Huis is Rusland, die ervoor moet zorgen dat de regering bij de verkiezingen van eind 1995 niet wordt weggevaagd.
- Boeken- en platenclub ECI komt met een nieuwe literaire prijs, die is bedoeld voor debutanten en voor auteurs van wie het eerdere werk naar het oordeel van de jury onvoldoende lezers heeft bereikt. De jury bestaat uit Ed van Thijn (voorzitter), Tessa de Loo, Monika van Paemel, Fernand Auwera, Tom van Deel, Adriaan van Dis en Maarten 't Hart.

### 13 mei
- De voetbalclubs in de Nederlandse eredivisie hebben de aanval op de top drie (Ajax, Feyenoord en PSV) geopend. Bijeengeroepen door Vitesse-voorzitter Karel Aalbers buigen de vijftien clubs zich in Arnhem over een strijdplan.
- De bondsraad van de Nederlandse Tafeltennisbond (NTTB) steunt het topsportbeleid. De raad gaat tijdens de vergadering op Papendal akkoord met de voorgestelde afdracht van 30 procent van de contributie aan de topsport.

### 14 mei
- Russische soldaten bombarderen dorpen in de uitlopers van de Kaukasus in Zuid-Tsjetsjenië, in een poging door te breken naar de guerrillabases van rebellerende Tsjetsjenen.
- Kroatië haalt niet meer dan de helft van zijn 1.200 soldaten terug uit de VN-bufferzone in het zuiden van de republiek, ondanks de belofte van een volledige terugtocht die twee dagen eerder is gedaan.
- Johannes Rau blijft minister-president van Noordrijn-Westfalen, Duitslands grootste deelstaat. Voor de vierde achtereenvolgende maal wordt zijn SPD de grootste partij, al verdwijnt de absolute meerderheid.
- Dalai lama Tenzin Gyatso verkondigt dat de 6-jarige Gendün Chökyi Nyima de 11e reïncarnatie van de pänchen lama is.
- AFC Ajax wordt met een record van 32 wedstrijden zonder nederlaag kampioen van Nederland.
- Judoka Maarten Arens wordt Europees kampioen in de klasse tot 86 kilogram.
- Nederland eindigt dankzij zeven medailles, waaronder drie gouden, als eerste in het medailleklassement bij de EK judo in Birmingham.

### 15 mei
- De commandant van de rebellerende Serviërs in Kroatië treedt af, na de val van West-Slavonië eerder deze maand. Generaal Milan Čeleketić vraagt de 'president' van de eenzijdig uitgeroepen Servische republiek Krajina hem van zijn plichten te ontheffen.
- China voert een nieuwe ondergrondse kernproef uit, de vierde sinds de andere kernmogendheden in 1992 een vrijwillige stop afkondigden.
- Het Tribunaal voor Oorlogsmisdaden in het voormalige Joegoslavië neemt de eerste juridische stap tegen Bosnisch-Servische leiders.
- Het hoofdbestuur van het Algemeen Ouderen Verbond stelt de positie van het fractielid Cees van Wingerden ter discussie. Van Wingerden op zijn beurt wil dat Jet Nijpels uit haar functie als fractievoorzitter wordt gezet.
- Theo Verlangen is met ingang van 1 juli hoofdtrainer van eerstedivisieclub FC Den Haag. Hij sluit een overeenkomst voor één jaar.
- George Weah van Paris Saint-Germain tekent in Cannes een contract van twee jaar getekend bij AC Milan. De aanvaller uit Liberia werd in 1989 en 1994 uitgeroepen tot Afrikaans voetballer van het jaar.

### 16 mei
- CDA-voorzitter Hans Helgers wordt onder curatele gesteld door een verbolgen Tweede Kamerfractie na controversiële uitspraken over onder meer de zittende fractieleden, de verhouding op de nieuwe kandidatenlijst tussen katholieken en protestanten, die ten gunste van katholieken moet worden aangepast.
- Op verzoek van justitie in Duitsland doet de politie huiszoeking bij Martijn Freling, die in Rotterdam voor de extreemrechtse CP'86 in de gemeenteraad zit.
- De bevolking van Amsterdam zegt massaal 'nee' tegen de opdeling van de stad in afzonderlijke gemeenten, als onderdeel van de vorming van een stadsprovincie.
- De Soedanese autoriteiten arresteren de vroegere premier Sadeq Al-Mahdi.
- Thomas Rosenboom wint de Libris Literatuur Prijs 1995 voor zijn boek Gewassen vlees.
- Jan Reker begint als trainer-coach bij de Maastrichtse voetbalclub MVV. Hij stapte eerder op bij Willem II en is de opvolger van Sef Vergoossen.

### 17 mei
- Een overweldigende meerderheid van 92 procent van de inwoners van Amsterdam spreekt zich in een referendum uit tegen de opsplitsing van de hoofdstad in dertien deelgemeenten binnen een te vormen 'stadsprovincie'.
- De nieuwe Franse president Jacques Chirac benoemt als eerste politieke daad Alain Juppé tot premier.
- Bij een politiebureau in een buitenwijk van Algiers ontploft een zware autobom. Er vallen dertien gewonden, van wie er zes in een ziekenhuis moeten worden opgenomen.
- De Ghanese president Jerry Rawlings verwijt West-Afrikaanse staten de mond vol te hebben over het bevorderen van vrede in het door oorlog geteisterde Liberia, maar intussen de oorlogvoerende partijen van wapens te voorzien.
- Premier Antoine Nduwayo van Burundi vliegt naar Zaïre om onderdak te zoeken voor Hutu's die uit Rwanda naar zijn land zijn gevlucht.
- De rechtbank in München heft de schorsing van Katrin Krabbe op. De atlete was op 22 augustus 1993 door de IAAF voor twee jaar geschorst wegens onsportief gedrag.
- NOC*NSF steekt 2,2 miljoen gulden in de topsport. Dat bedrag komt uit het tweede deel van het Bestedingsplan 1995 van de Toto- en Lottogelden. In totaal int de topsport in Nederland 20 miljoen gulden.

### 18 mei
- De Duitse vicekanselier en minister van Buitenlandse Zaken Klaus Kinkel treedt af als voorzitter van de liberale FDP. De minister aanvaardt de consequenties van de verkiezingsnederlaag in Noordrijn-Westfalen en Bremen, waar de FDP de kiesdrempel niet haalde.
- Nazi-jager Simon Wiesenthal roept de Duitse bondskanselier Helmut Kohl op de zes mannen te vervolgen, die wegens vergaande collaboratie levenslang in de gevangenis van Breda waren opgesloten, maar daaruit in 1952 ontsnapten.
- Grolsch versterkt zijn positie op de Poolse biermarkt door een overeenkomst aan te gaan met het Poolse Elbrewery Company voor de nationale distributie van Grolsch Premium Pilsner in het Oost-Europese land.
- FIAT gaat voor het eerst sinds de communistische revolutie van 1959 zaken doen met Cuba. Een Cubaans staatsbedrijf krijgt het exclusieve recht om in Brazilië vervaardigde Fiat-auto's in eigen land te verkopen.
- De brouwer Scottish & Newcastle, in Nederland eigenaar van Center Parcs, neemt branchegenoot Courage over van de Australische bierproducent Foster's.

### 19 mei
- De regering van Zaïre vaardigt 'nieuwe instructies' uit, waardoor quarantainemaatregelen beperkt blijven tot ziekenhuizen, plaatsen waar mensen aan het ebolavirus zijn overleden of waar een vermoeden van besmetting bestaat.
- De vier verdachten die sinds februari vanwege het Agustaschandaal in de Luikse Lantingevangenis zaten, worden vrijgelaten. De Kamer van Inbeschuldigingstelling acht hun aanhouding niet langer noodzakelijk voor het onderzoek.
- Tot ongenoegen van het Witte Huis heeft de Amerikaanse Senaat met een grote meerderheid besloten het onderzoek naar de Whitewater-zaak te heropenen.
- De vorig jaar tot vier jaar gevangenis veroordeelde leider van de onafhankelijke Indonesische vakcentrale SBSI, Muchtar Pakpahan, wordt in Medan (Noord-Sumatra) onverwacht op vrije voeten gesteld.
- Spaanse vissers en reders houden bij de haven van Algesiras een Nederlandse vrachtwagen met Marokkaanse garnalen tegen en kieperen de lading op het asfalt, uit protest tegen de vermeende overbevissing.

### 20 mei
- De Zuid-Afrikaanse president Nelson Mandela houdt toespraken gehouden in de provincie KwaZoeloe-Natal, ondanks waarschuwingen voor zijn veiligheid. Het geweld in de provincie, het bolwerk van de Inkatha Vrijheidspartij, laait de afgelopen weken op.
- Onder zware druk van het Amerikaanse ministerie van Justitie besluit Microsoft Corporation volkomen onverwacht de voorgenomen overname van Intuit, ook een producent van computerprogramma's, te annuleren.
- Met 18 punten en 23 rebounds neemt Charles Barkley van de Phoenix Suns afscheid van het Amerikaanse profbasketbal.

### 21 mei
- Drie Nederlandse vrouwen worden in het Turkse Alanya ontvoerd, verkracht en voor dood in een ravijn achtergelaten. Een van de drie, de 35-jarige Marijke van Dijk uit Hilversum, overleeft dit niet. Tegen de daders, vier jonge Turkse mannen die kort tevoren een Georgische vrouw op dezelfde manier ombrachten, wordt op 23 november de doodstraf geëist.
- De blokkade van Kikwit is opgeheven. De Zaïrese stad werd bijna twee weken geleden van de buitenwereld afgesloten, omdat in het ziekenhuis tientallen mensen aan het gevreesde ebolavirus waren overleden.
- Paus Johannes Paulus II verontschuldigt zich in Praag uit naam van alle katholieken voor het leed dat de katholieke kerk gelovigen van andere richtingen heeft aangedaan.
- De voormalige Amerikaanse minister van Defensie Les Aspin overlijdt in een universitair ziekenhuis in Washington DC aan de gevolgen van een hartaanval.
- Schrijfster Annie M.G. Schmidt overlijdt vlak na haar 84ste verjaardag.
- De hockeysters van Kampong prolongeren de landstitel in de Nederlandse hoofdklasse door HGC met 2-0 te verslaan in het tweede duel uit de finale van de play-offs.
- Dordrecht '90 degradeert uit de eredivisie na een 3-3 gelijkspel in Maastricht tegen MVV.
- De International Association of Athletics Federations (IAAF) heft de schorsing van John Ngugi op. De vijfvoudig wereldkampioen veldlopen en voormalig olympisch kampioen op de 5.000 meter werd in 1992 voor vier jaar geschorst, omdat hij weigerde zich te onderwerpen aan een vliegende dopingcontrole.
- Frankrijk wint voor het eerst de wereldtitel handbal bij de mannen. In de finale is de ploeg van bondscoach Daniel Costantini met 23-19 te sterk voor Kroatië.

### 22 mei
- De Tsjetsjeense president Dzjochar Doedajev en de Russische autoriteiten besluiten volgens een woordvoerder van de OVSE-missie in Grozny onderhandelingen te beginnen over een politieke oplossing van het conflict in de Kaukasusrepubliek.
- Shell probeert voor de kust van Schotland het olieplatform Brent Spar te ontruimen. Leden van de milieu-organisatie Greenpeace houden het platform al enige tijd bezet.
- Amnesty International uit kritiek op Roemenië, dat volgens de mensenrechtenorganisatie haar zigeunerminderheid slecht beschermt, gevangenen mishandelt en burgers arresteert wegens homoseksuele handelingen.
- Bij het vleesconcern Coveco verdwijnen ongeveer 330 banen. Voor de meeste werknemers dreigt gedwongen ontslag.

### 23 mei
- Premier Alain Juppé van Frankrijk kondigt tijdens zijn eerste toespraak tot het parlement aan dat het minimumloon (ongeveer 1600 gulden) per 1 juli "aanzienlijk" al worden verhoogd.
- De Duitse politie maakt met geweld een einde aan de gijzeling van een 35-jarige gevangenenbewaker uit Celle, bij Hannover.
- Studenten die in september in Groningen een bètastudie beginnen, krijgen de gelegenheid om in plaats van vier, vijf jaar te studeren.
- De Rotterdamse politie en de douane treffen aan boord van een Colombiaans zeeschip in de Merwehaven dertig ton softdrugs aan.
- De epidemie van nekkramp die sinds begin 1995 in West-Afrika woedt, heeft al aan vierduizend mensen het leven gekost.
- De programmeertaal Java wordt aangekondigd.
- In Rome wordt de grootste moskee van Europa ingewijd.

### 24 mei
- Ajax wint in Wenen de UEFA Champions League finale van AC Milan met 1-0 door een doelpunt van 18-jarige invaller Patrick Kluivert.
- De rechtbank in Roermond veroordeelt een vijftienjarig lid van de Bende van Venlo tot jeugd-tbs. De jongen was in juni 1993 betrokken bij de liquidatie van een illegale Turk in Venlo.

### 25 mei
- Zes gevechtsvliegtuigen van de NAVO vernietigen twee munitiedepots, vlak bij Pale, het bolwerk van de Bosnische Serviërs.
- De Sri-Lankaanse president Chandrika Kumaratunga verklaart de opstandige Tamil Tijgers (LTTE) opnieuw de oorlog. "Wij wilden een politieke oplossing, maar de LTTE heeft ons een oorlog opgedrongen", aldus Kumaratunga.
- Gastland Zuid-Afrika opent het derde officiële wereldkampioenschap rugby door titelverdediger Australië met 27-18 te verslaan.
- Feyenoord Rotterdam wint in de eigen Kuip voor de tiende keer de KNVB beker door FC Volendam met 2-1 te verslaan. Voor eigen publiek scoren Gaston Taument en cultheld Mike Obiku.

### 27 mei
- Acteur Christopher Reeve raakt in Virginia verlamd vanaf de nek na een val van zijn paard.

### 28 mei
- De Britse regering zal zo spoedig mogelijk meer manschappen en materieel naar Bosnië sturen. Aanleiding zijn de oplopende spanningen en de gijzeling van 33 Britse blauwhelmen door de Bosnische Serviërs.
- Neftegorsk in Rusland wordt getroffen door een aardbeving met een kracht van 7,6 op de schaal van Richter. 2/3 van de bevolking, of 2000 mensen, komen om.
- De centrumrechtse Volkspartij (PP) wint de plaatselijke verkiezingen in Spanje, maar de voorsprong op de regerende socialistische PSOE is kleiner dan verwacht.
- Bij de gouverneursverkiezingen in de Mexicaanse deelstaat Guanajuato lijdt de kandidaat van de regeringspartij PRI een grote nederlaag tegen de zakenman Vicente Fox van de oppositiepartij PAN.
- Amsterdam wint de landstitel in de Nederlandse hoofdklasse door HDM met 4-3 te verslaan in het tweede duel uit de finale van de play-offs.
- Voor de eerste keer in het betaald voetbal wordt een club ongeslagen kampioen van Nederland. AFC Ajax komt na 34 wedstrijden uit op 61 punten.
- Voor de derde keer wint Zweden de World Team Cup bij het tennis. Stefan Edberg leidt de favoriet in de finale te Düsseldorf langs Kroatië: 2-1.
- Onbekenden beschadigen in de nacht van zaterdag op zondag drie van de twaalf zandsculpturen op het strand van Scheveningen.
- Het Japans voetbalelftal wint de Kirin Cup door na het gelijkspel tegen Schotland (0-0) af te rekenen met Ecuador (3-0).

### 29 mei
- De bevelhebber van het Bosnisch-Servische leger, Ratko Mladić, belooft de VN dat zijn soldaten niet langer blauwhelmen zullen vastketenen aan strategische plaatsen, als "menselijk schild" tegen NAVO-luchtaanvallen.
- De gematigde 'premier' van de eenzijdig uitgeroepen Republiek van Servisch Krajina (RSK) in Kroatië, Borislav Mikelić, wordt door het parlement uit zijn functie ontheven.
- Een Paraguayaanse rechter geeft toestemming voor de uitlevering van zes Libanese mannen en een Braziliaanse vrouw die in verband worden gebracht met twee grote anti-joodse aanslagen in de Argentijnse hoofdstad Buenos Aires.
- De regering van Frankrijk wil de komende drie jaar één miljoen nieuwe arbeidsplaatsen creëren, zo verklaart premier Alain Juppé.
- De accijns op benzine en dielsolie reëel gaat vanaf 1 januari 1996 voortaan omhoog met het inflatiepercentage.

← · januari · februari · maart · april · mei · juni · juli · augustus · september · oktober · november · december ·  →